# 2016년 넥센 히어로즈 시즌
2016년 넥센 히어로즈 시즌은 넥센 히어로즈가 KBO 리그에 참가한 7번째 시즌으로, 우리 히어로즈, 서울 히어로즈 시절까지 합하면 9번째 시즌이다. 염경엽 감독이 팀을 이끈 마지막 시즌이며 서건창이 주장으로 선임되었다. 팀은 꼴찌 후보였지만 10팀 중 정규시즌 3위로 포스트시즌에 진출했다. 그러나 준플레이오프에서 LG 트윈스에게 1승 3패로 지면서 탈락했다.

## 코치
- 이강철, 심재학, 손혁, 박철영, 홍원기, 강병식, 정수성, 박승민

## 타이틀
- U-23 야구 월드컵 동메달: 주효상, 임병욱
- KBO 골든글러브: 서건창 (2루수)
- KBO 신인상: 신재영
- 일구상 신인상: 신재영
- 플레이어스 초이스 어워드 올해의 신인상: 신재영
- 조아제약 프로야구대상 최고구원투수상: 김세현
- 한은회 최고의 신인상: 신재영
- 스포츠서울 올해의 신인상: 신재영
- ADT캡스 수비상: 김민성 (3루수)
- 오마이스포츠 선정 팀 창단 10주년 기념 베스트 라인업: 윤석민 (지명타자)
- 황금사자기 전국고교야구대회 70주년 기념 현역 올스타: 안준모 (1루수), 홍성갑 (2루수)
- KBO 마케터 선정 전반기 깜짝스타: 신재영
- 올스타 선발: 신재영 (선발투수), 박동원 (포수), 김하성 (유격수)
- 올스타전 추천선수: 김세현, 김민성
- 컴투스프로야구 선정 대를 이은 야구선수들 라인업: 유재신
- 컴투스프로야구매니저 에이스 카드: 박동원 (포수)
- 출장(타자): 김하성 (144)
- 출장(야수): 김하성 (143)
- 세이브: 김세현 (36)
- 세이브포인트: 김세현 (38)
- 홀드: 이보근 (25)
- 멀티히트: 서건창 (61)
- 터프세이브: 김세현 (6)
- 어시스트: 김하성 (407)
- 도루 저지: 박동원 (41)

### 퓨처스리그
- 아시아 윈터 베이스볼 리그 국가대표: 송우현
- 플레이어스 초이스 어워드 퓨처스리그 우수선수상: 허정협
- 퓨처스 올스타: 정용준, 주효상, 김웅빈, 김은성[1], 송우현
- 2루타: 김웅빈 (31)

## 선수단
- 선발투수 : 신재영, 피어밴드, 밴헤켄, 코엘로, 맥그레거, 박주현, 김정인, 박종윤, 강리호, 최원태, 양훈
- 구원투수 : 오주원, 김상수, 마정길, 이보근, 하영민, 김건태, 황덕균, 정회찬, 김윤환, 유재훈, 김택형
- 마무리투수 : 김세현, 정용준, 금민철, 이정훈, 박정준
- 포수 : 박동원, 주효상, 지재옥, 김재현
- 1루수 : 대니돈, 윤석민, 채태인, 장영석, 박윤
- 2루수 : 서건창, 김지수, 김웅빈, 장시윤
- 유격수 : 김하성
- 3루수 : 김민성
- 좌익수 : 고종욱, 홍성갑
- 중견수 : 임병욱, 박정음, 유재신
- 우익수 : 이택근, 강지광, 허정협, 김민준
- 지명타자 : -[2]

## 여담
- 홈구장으로 고척 스카이돔을 사용한 첫 시즌이다.
- 지재옥은 2015년 이후 KBO 시범 경기에서 단일 시즌 타율 1.000을 기록한 최초의 선수가 되었다.
- 5월 16일 한화 이글스 2군과 화성 히어로즈의 경기는 KBO 퓨처스리그 사상 처음으로 월요일 저녁에 편성되었다.
- 신재영은 슬라이더 1192구를 던져 2013년 이후 KBO 리그 역대 단일 시즌 최다 기록을 세웠다.
- 고종욱은 홈스틸 3회로 2013년 이후 KBO 리그 단일 시즌 최다 기록을 세웠다.
- 유재훈은 이 시즌까지 통산 9이닝 당 탈삼진 27개로 KBO 리그 역대 10대 투수 최다 기록을 세웠다.
- 유재훈은 이 시즌까지 통산 스트라이크 비율 37.5%, 스트라이크 존 내 투구 컨택 허용률 40%로 2013년 이후 KBO 리그 10대 투수 최저 기록을 세웠다.
- 2017 신인드래프트에서 이정후를 1차 지명으로 영입하여 1993 신인드래프트에서 해태 타이거즈에 1차 지명된 이종범과 함께 KBO 사상 최초로 부자가 동반으로 1차 지명된 사례가 되었다.

## 같이 보기
- 2012년 넥센 히어로즈 시즌
- 2013년 넥센 히어로즈 시즌